# Стоево
Стоево е село в Южна България. То се намира в община Асеновград, област Пловдив.

## География
Село Стоево е малко китно селце. Намира се на 13 km от Асеновград в югоизточна посока. Съседни населени места са с. Златовръх – на 2 km, и с. Мулдава на 6 km.
Надморската височина е 283 m. Климатът е мек, умерено континентален. Почвата е канелено-горска. Релефът е почти равнинен, като на отделни места има леки възвишения.
Добрите почвени и климатични условия дават възможност да се отглеждат почти всички земеделски култури. Южно от селото започва сравнително млад горски масив на площ от 1700 декара.
През селото преминава река Луда Яна, а река Голяма Сушица е границата със землището на с. Златовръх.
В землището на селото са изградени 5 водоема, които се използвали за напояване, а сега са наети от арендатори за отглеждане на риба.
Населението наброява 720 жители.

## История
По данни на местните жители селото е основано около 1700 г. Първоначално е било населено изцяло с турци, които до 1900 година се изселват в Турция и Гърция. Първите нови заселници са от съседните села Долнослав и Горнослав.
До 1934 г. селото носи името Дурат-Нова махала, което произлиза от турското „дур“, в превод „стой“.
От 1957 г. започва изселване на българското население в градовете. Почти оттогава започват да пристигат и първите нови заселници – мюсюлмани, основно от селата Средска, Кадънка и други попадащи в чашата на язовир „Боровица“ в община Черноочене.
Сега в селото живеят 53 християни и 677 мюсюлмани.

## Религии
В селото се изповядва християнство и ислям.

## Обществени институции
Първото училище в селото е открито през 1911 г. То се е помещавало в стара джамия. През 1941 г. отваря врати новото училище.
Детската градина е открита през 1980 г.
Църквата е сравнително нова. Строена е през 1941 г. Носи името „Св. Архангел Михаил“.
През 1994 г. започва строеж на мюсюлманска джамия, който приключва през 2005 г.

## Икономика
В селото почти няма безработица. По-голямата част от населението е заета в строителството и шивашката промишленост. Голяма част от жителите работят в Асеновград и Пловдив. В Стоево има фирма за производство на чорапи, шивашки цех и цех за производство на изделия от стъклопласти. Изграждат се и 15 дка оранжерии за целогодишно производство на домати и краставици. Малка част от населението е заето в селското стопанство. Отглеждат се 440 броя едър рогат добитък и 580 овце. От растениевъдството е застъпено отглеждането на пъпеши, фасул, краставици, тютюн и пшеница.
В Стоево сьщо така отвори врати изцяло обновената хлебопекарна „Тракийски клас – Богданови-ООД“, която е оборудвана с изцяло нова техника за производство на хляб и хлебни изделия.

## Културни и природни забележителности
Интерес представляват двете тракийски могили.
1. ↑  www.grao.bg